# Valentina Fiorin
Valentina Fiorin (Dolo, 9 ottobre 1984) è una pallavolista italiana.
Gioca nel ruolo di schiacciatrice.

## Carriera
Valentina Fiorin comincia la sua carriera pallavolistica esordendo nel 1998 in Serie D con la squadra del Pallavolo Fossò; la stagione successiva viene ingaggiata dal Padova Volley, in Serie B1, con la quale resta sotto contratto per due stagioni.
Nel 2000 entra a far parte del Club Italia mentre la stagione successiva fa il suo esordio nel campionato di Serie A1 con la maglia del Vicenza Volley: in questa squadra gioca per due stagioni, vincendo una supercoppa italiana ed ottiene anche le sue prime convocazioni in nazionale.
Nella stagione 2003-04 viene ingaggiata dall'Olimpia Ravenna: alla fine della stagione la schiacciatrice veneta è costretta ad operarsi per un'ernia al disco. Nella stagione successiva, per recuperare la condizione ottimale, riparte dalla Serie A2 con la squadra del Volley Cavazzale.
Nella stagione 2005-06 ritorna in Serie A1 ingaggiata dal Chieri Volley dove gioca per due stagioni ed allo stesso tempo riconquista la nazionale, con cui partecipa al campionato mondiale in Giappone e al campionato europeo 2007, vincendo la medaglia d'oro. Nella stagione 2007-08 viene acquistata dal Volley Bergamo, conquistando la Coppa Italia.
Dopo una sola stagione si trasferisce in Francia, nel Racing Club de Cannes: con il club transalpino conquista due scudetti e due coppe di Francia, oltre ad un terzo posto nella Champions League 2009-10.
Nella stagione 2010-11 viene ingaggiata dalla Spes Volley Conegliano; nel 2011 lascia nuovamente l'Italia per trasferirsi in Giappone per giocare nelle Ageo Medics. Nella stagione 2012-13 ritorna nuovamente a Conegliano, nella squadra dell'Imoco Volley, a cui resta legata per tre annate, prima di trasferirsi nella stagione 2015-16 alla Pallavolo Scandicci Savino Del Bene e poi in quella 2016-17 alla Futura Volley Busto Arsizio, sempre in Serie A1.

## Palmarès

### Club
- Campionato francese: 2

2008-09, 2009-10
- Coppa Italia: 1

2007-08
- Coppa di Francia: 2

2008-09, 2009-10
- Supercoppa italiana: 1

2001

### Nazionale (competizioni minori)
- Trofeo Valle d'Aosta 2005
- Trofeo Valle d'Aosta 2006

### Premi individuali
- 2007 - Torneo di qualificazione europeo al World Grand Prix 2008: Miglior ricevitrice